# Kastell Niederberg
Das Kastell Niederberg war ein römisches Auxiliarkastell des Obergermanischen Limes, der seit 2005 den Status eines UNESCO-Weltkulturerbes besitzt. Das frühere Kohortenkastell liegt heute als Bodendenkmal in einem Wohngebiet von Niederberg, einem rechtsrheinischen Stadtteil von Koblenz in Rheinland-Pfalz.

## Lage

Lageplan zur Zeit der Grabungen durch die RLK (1895)

Das Kastell Niederberg befand sich rechts des Rheins, auf einem zum Strom hin flach abfallenden Bergplateau der Mittelterrasse gegenüber der Moselmündung.
In antiker Zeit war es – etwa sieben Kilometer westlich des Limes – verkehrsgeographisch und strategisch optimal positioniert. Die exponierte Lage gewährleistete eine gute Sicht auf das Tal des Rheins und die Moselmündung. Das Kastell bildete einen Brückenkopf des linksrheinischen Confluentes und beherrschte die rechtsrheinischen Verkehrswege. Insbesondere die Römerstraße, die von den nördlicheren Garnisonen kommend über Ehrenbreitstein und die römische Rheinbrücke nach Confluentes führte, ließ sich durch das Kastell kontrollieren. Ältere Trassen, die vom Rhein in östliche Richtungen, hinauf zur Montabaurer Höhe und weiter in den Westerwald oder in Richtung Lahntal mit den benachbarten Kastellen in und um Bad Ems führten, lagen ebenfalls in seiner Reichweite.
Im heutigen Ortsbild befindet sich das Kastell unterhalb der Wohnsiedlung „Im Römerkastell“. Deren die Siedlung von Nordost nach Südwest erschließende Achse liegt nur wenige Meter südlich der Via Principalis (Lagerhauptstraße). Die Straße „Im Weeling“ streift die Porta Praetoria (Haupt- oder Ausfalltor), die „Alte Burgstraße“ tangiert die Porta Principalis Sinistra (linkes Seitentor).

## Forschungsgeschichte

Legions- und Kohortenstempel aus Niederberg

Der im 19. Jahrhundert auch „Alteburg“ genannte Kastellplatz – eine Bezeichnung, die sich bis heute im Straßennamen „Alte Burgstraße“ erhalten hat – war schon immer durch eine auffällige Häufung an Kleinfunden römischer Provenienz in Erscheinung getreten. Darunter befanden sich auch Ziegel mit Militärstempeln. Dieser Umstand sowie militärgeographische Überlegungen veranlassten die Reichs-Limeskommission, unter der örtlichen Leitung des Ex-Oberstleutnants und für diesen Limesabschnitt zuständigen Streckenkommissars Otto Dahm, gezielt im Gebiet des damaligen Dorfes Niederberg nach einer römischen Garnison zu suchen. Bereits die erste archäologische Sondierungsgrabung führte dann auch im September 1895 zur Entdeckung, ersten Erforschung und Dokumentation des Kastells von Niederberg.
Weitere Untersuchungen wurden – bedingt durch den Bau der „Kastellsiedlung“ – seit den 1960er Jahren erforderlich und vom damaligen Staatlichen Amt für Vor- und Frühgeschichte in den Regierungsbezirken Koblenz und Montabaur durchgeführt. Seit dem Jahre 2002 werden neuerliche archäologische Forschungen durch dessen Nachfolgeinstitution, die Archäologische Denkmalpflege, Amt Koblenz vorgenommen. Die jüngsten Grabungsergebnisse wurden der Öffentlichkeit in bislang zwei Ausstellungen (2004 und 2005) im Landesmuseum Koblenz auf der Festung Ehrenbreitstein präsentiert.

## Kastell

### Struktur und Umwehrung

Grundriss des Kastells nach den Befunden der RLK (1895)

Bei dem Kastell Niederberg handelt es sich um ein rechteckiges Steinkastell, das mit seinen Außenmaßen von 177,40 mal 157,80 Meter eine Fläche von rund 2,8 Hektar einnimmt. Die durchschnittlich 1,25 Meter starke Wehrmauer war an ihren Ecken gerundet und um etwa 40 Zentimeter verstärkt. Sie wurde unter Verwendung von Kalkmörtel aus unbehauenen Grauwackesteinen gemauert. Die Mauer war nicht mit Eck- und Zwischentürmen versehen, jedoch wurden alle vier Tore von jeweils zwei seitlichen Türmen flankiert.
Vor der Wehrmauer lagen nach einer Berme von 1,25 Meter Breite zwei Spitzgräben als Annäherungshindernisse. Der innere Graben war neun Meter breit und 1,90 Meter tief, der äußere Graben erreichte bei einer Breite von sechs Metern eine Tiefe von 1,40 Meter.
Mit seiner Prätorialfront (Vorderfront) war das Kastell nach Südosten hin ausgerichtet. Aus ungeklärten Gründen waren die Porta Praetoria (Haupt- oder Ausfalltor) und die Porta Decumana (rückwärtiges Lagertor) und mit ihnen die Via Praetoria (Haupt- oder Ausfallstraße) und die Via Decumana (rückwärtige Lagerhauptstraße) aus der Mittelachse verschoben und zwar entgegengesetzt, so dass die Porta Praetoria mehr nach rechts und die Porta Decumana mehr nach links vom Idealplan abwich.
Von den vier Kastelltoren besaßen drei (Porta Praetoria, Porta Decumana und Porta Principalis Sinistra) jeweils nur einen einfachen 3,20 bis 4,00 Meter breiten Durchgang. Demgegenüber war die Porta Principalis Dextra (rechtes Seitentor) mit einem Doppeltor von insgesamt acht Metern Breite versehen und verfügte zudem über größere Flankentürme. Das Doppeltor war durch eine Mauer in einen breiteren Durchlass für Fuhrwerke und einen schmaleren Durchlass für Fußgänger unterteilt.

### Innenbebauung

Grundriss der Principia (1895)

Das Zentrum des Innenbereichs wurde, wie bei römischen Auxiliarlagern üblich, von der sich zur Via Principalis hin öffnenden Principia (Kommandantur) beherrscht. Die Principia von Niederberg nahm mit ihren Seitenlängen von rund 38 mal 43 Meter eine Grundfläche von 1634 Quadratmetern ein. Sie gliederte sich unsymmetrisch in zwei Seitenfluchten und eine rückwärtige Raumflucht mit fünf Räumen. Deren mittlerer Raum, das Fahnenheiligtum (Aedes oder Sacellum) war nicht unterkellert und besaß keine Apsis. Der Raum an der Nordecke war beheizbar, in ihm dürfte sich das Tabularium (Schreibstube) befunden haben. Vor dem rückwärtigen Gebäudetrakt befand sich eine zum Innenhof hin offene Säulenhalle mit einem Fußboden aus Tuffsteinplatten. In der Principia kamen Fragmente einer Panzerstatue aus dem Boden, welche in die erste Hälfte des 3. Jahrhunderts datieren.
Das den Innenhof nordöstlich begrenzende Gebäude war ebenfalls zum Hof hin offen. Die Häufung der hier gefundenen Schleuderkugeln und Geschützpfeile lässt eine Interpretation des Bauwerks als Geschützschuppen zu. Die gegenüberliegende Raumflucht war geschlossen und kann möglicherweise ebenfalls als Armamentarium (Waffenkammer) angesprochen werden.
Vom übrigen Innenbereich des Lagers konnten verschiedene massive Gebäude, Spuren der hölzernen Mannschaftsbaracken und Abschnitte der mit Kies verfestigten Lagerstraßen festgestellt werden, aber insgesamt gibt es große Wissenslücken über den Aufbau des Lagers.

### Belegung und Geschichte

Relief- und Inschriftensteine. In der Mitte zu erkennen die Inschrift der COH(ortis) VII RAETOR(um).

Das Kastell von Koblenz-Niederberg wurde vermutlich in domitianischer Zeit im Zusammenhang mit dem Ausbau des Obergermanischen Limes angelegt. Etwa ab dem Jahr 100 n. Chr. ist hier die Cohors VII Raetorum equitata („7. Teilberittene Kohorte der Raeter“) nachgewiesen, ein teilberittener Infanterieverband, der sich aus sechs Zenturien Infanterie zu je 60 bis 80 Mann und vier Turmen Kavallerie zu je 32 Reitern zusammensetzte, deren Gesamtstärke also zwischen 488 und 608 Mann gelegen haben dürfte. In Niederberg spielte das Kastell für gute 160 Jahre eine nicht unbedeutende Rolle als leicht rückwärtig gelegene Garnison des Obergermanischen Limes. Ihr Ende fand die Besatzung nicht in Koblenz, sondern im Kastell Niederbieber, wohin sie vermutlich um 259/260 abgerückt war, um die dortige Kastellbesatzung aufgrund eines kriegerischen Ereignisses mit spekulativem Hintergrund zu unterstützen. Bei diesen Abwehrkämpfen wurde sie wohl gemeinsam mit der Niederbieberer Truppe aufgerieben. In einem Nebenraum des Fahnenheiligtums (Aedes) des Kastells Niederbieber, fand sich das Skelett des Signifers (Feldzeichenträger) der 7. Raeterkohorte mit Resten seines Feldzeichens – der Mann hatte dieses wahrscheinlich bis zuletzt verteidigt. Wie das gesamte rechtsrheinische Gebiet wurde auch das Kastell Niederberg während der Wirren des Limesfalls aufgegeben.

## Kastellbad
Außerhalb des Kastells lag, wie bei römischen Auxiliarlagern üblich, das Balineum, die Thermen, die den Soldaten der Garnison in ihrer Freizeit zur kostenlosen Nutzung und den Zivilisten des Vicus gegen eine geringe Gebühr zur Verfügung stand. Die Badeanlage von Niederberg befand sich rund 30 Meter von der Südecke des Kastells entfernt auf dem Glacis des zum Rhein hin abfallenden Hangs. Sie war für die Badeanlage eines Kohortenkastells auffällig umfangreich und komfortabel ausgestattet. Um einen geschotterten Hof gruppierten sich insgesamt drei Gebäudekomplexe, deren Hauptgebäude alleine zwölf Räume enthielt, von denen drei mittels Hypokaustanlage beheizbar waren. Die Fußböden bestanden durchgängig aus sorgfältig verlegtem und zum Teil poliertem Estrich, in einigen Räumen konnten noch die Fragmente der Wandbemalung festgestellt werden. Das zweite Gebäude verfügte über insgesamt sieben, weniger aufwändig ausgestattete Räume, von denen einer eine Hypokaustvorrichtung aufwies. Das dritte und kleinste Gebäude, das nur aus einem einzigen lang gezogenen Raum bestand, wurde als Latrine interpretiert.

## Vicus
Rund um das Kastell, insbesondere beiderseits der nach Westen führenden Straße, dehnte sich der weitläufige Vicus, die Zivilsiedlung, aus, der bei nahezu jeder römischen Garnison anzutreffen ist und in dem sich im Laufe der Zeit entlassene Militärs, Angehörige von Soldaten, Handwerker, Händler und Dienstleister niederließen. In 120 Metern Entfernung vom Kastell wurde 1871/72 ein Ziegelofen freigelegt. Das Fundmaterial weist u. a. Stempel der 22. Legion und der cohors VII Raetorum Equitata auf.
Noch weiter westlich, nach römischen Gepflogenheiten außerhalb des besiedelten Bereiches, begannen die Gräberfelder. Das Zentrum des Vicus befand sich etwa in dem Bereich, in dem sich heute die Kirche St. Pankratius befindet. Hier bildete sich auch später der Kern zunächst des fränkischen und anschließend des mittelalterlichen Niederbergs heraus.

## Befundsicherung, Fundverbleib und Denkmalschutz
Das Kastellgelände ist heute zu großen Teilen überbaut. Die noch freien Flächen mit möglicherweise noch ungestörten Befunden wurden als Grabungsschutzgebiet ausgewiesen. Das geborgene Fundmaterial befindet sich im Landesmuseum Koblenz und im Museum Wiesbaden.

Reliefverzierte Terra Sigillata aus den Grabungen von 1895
Fundmaterial aus den Grabungen von 1895
Metallfunde aus dem Fundmaterial der Grabungen von 1895
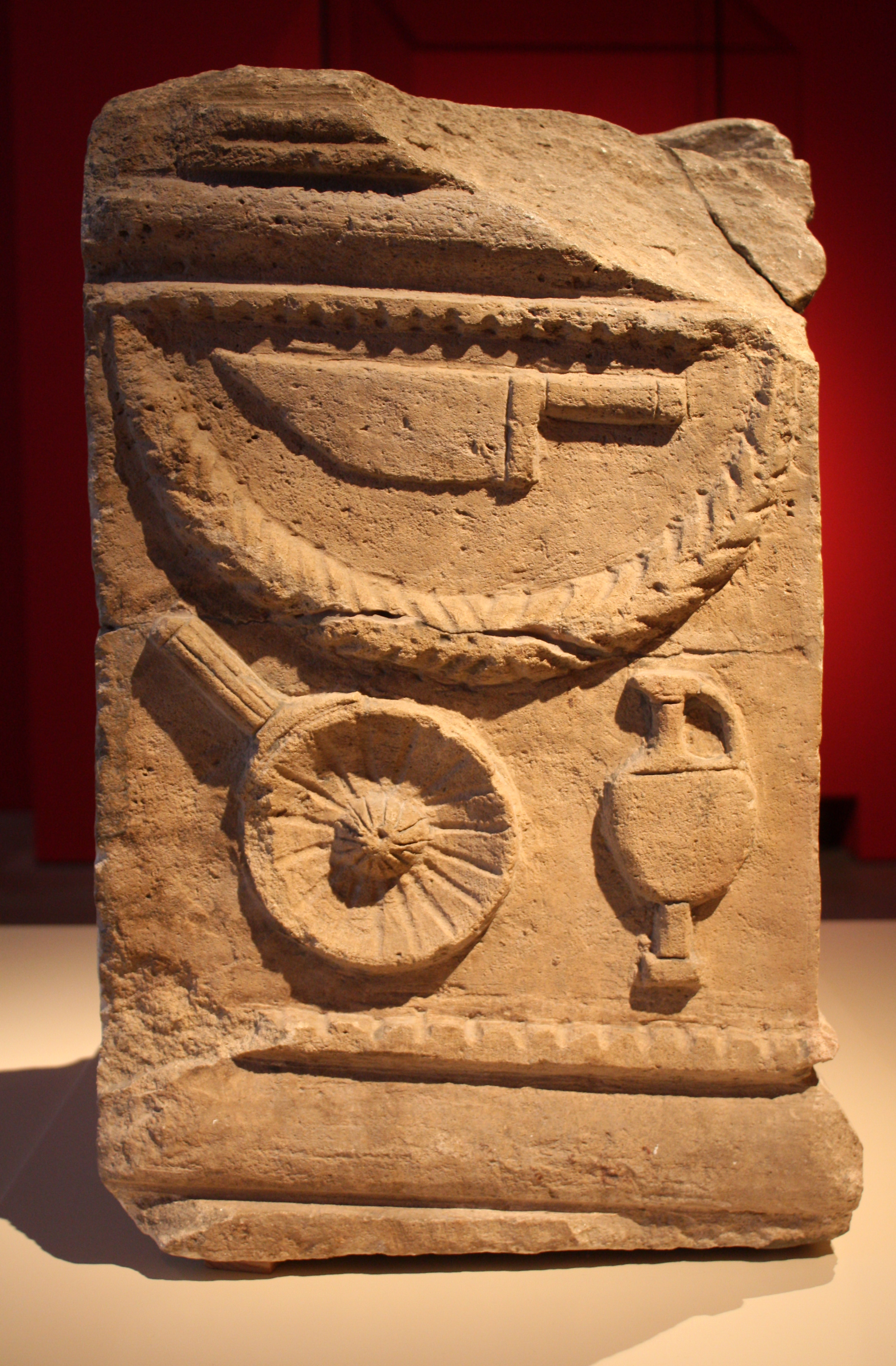
Altarstein AE 1903, 00089 aus dem Kastell Niederberg
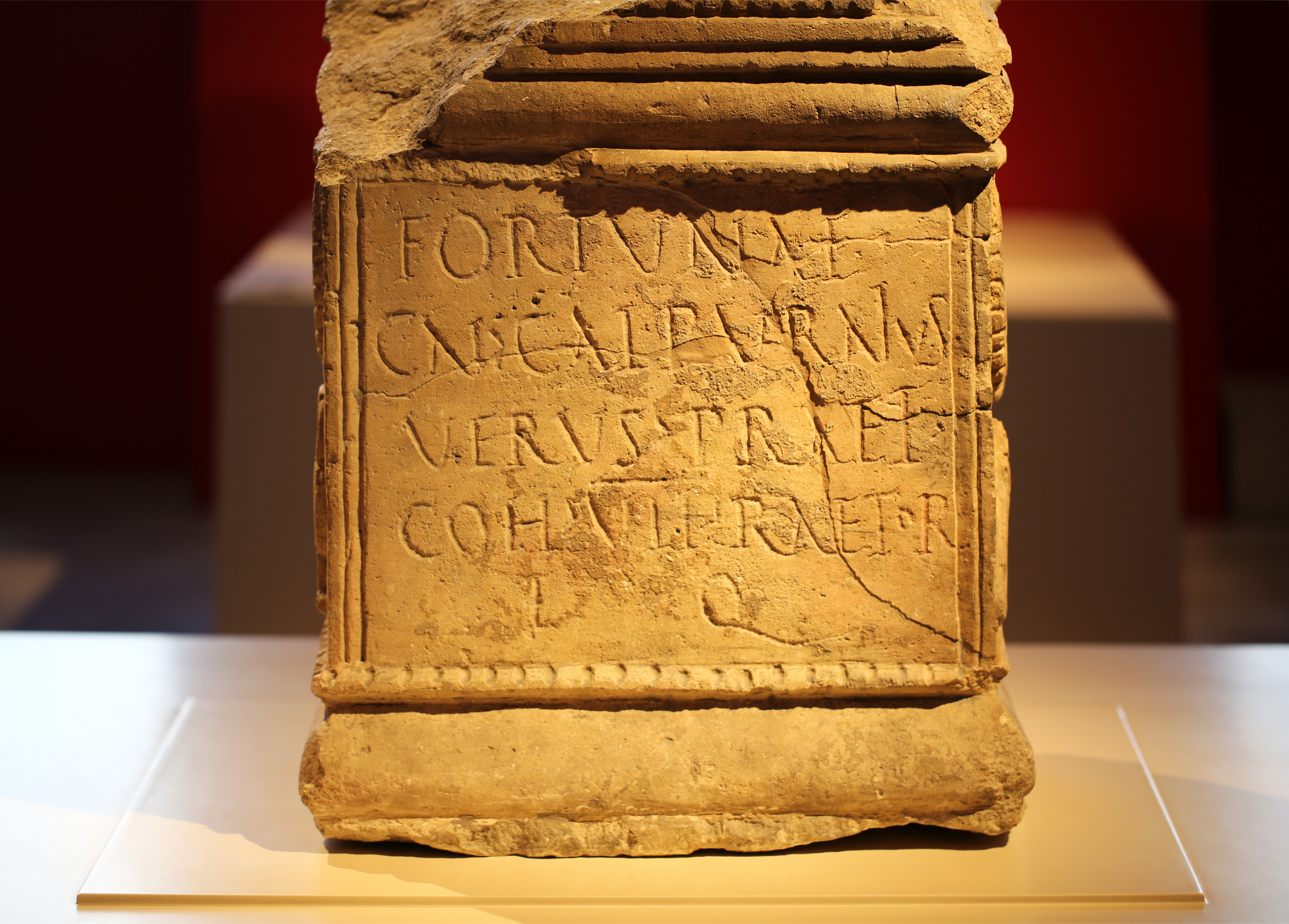
Text der Frontseite

Das Kastell Niederberg ist als Abschnitt des Obergermanisch-Rätischen Limes seit 2005 Teil des UNESCO-Welterbes. Außerdem ist dieses Bodendenkmal geschützt als eingetragenes Kulturdenkmal im Sinne des Denkmalschutz- und -pflegegesetzes (DSchG) des Landes Rheinland-Pfalz. Nachforschungen und gezieltes Sammeln von Funden sind genehmigungspflichtig, Zufallsfunde an die Denkmalbehörden zu melden.